# Christine Nöstlinger
Christine Nöstlinger, née le 13 octobre 1936 à Hernals, près de Vienne, et morte le 28 juin 2018 à Vienne, est une auteure autrichienne de littérature d'enfance et de jeunesse.

## Biographie
Christine Nöstlinger, née Draxler, elle se disait "une enfant sauvage et en colère". Après des études en art graphique à l'Académie d'arts appliqués de Vienne, elle travaille comme graphiste avant d'épouser un journaliste avec qui elle a deux enfants. Elle publie son premier livre en 1970, Die feuerrote Friederike. Elle reçoit le Deutscher Jugendliteraturpreis en 1973, le prix Hans Christian Andersen (Écriture) en 1984, et le prix commémoratif Astrid Lindgren en 2007.
Elle a écrit pour la radio, la télévision et la presse, mais la majorité de sa production est de la littérature pour enfants. Son œuvre se concentre surtout sur les besoins des enfants, dans une perspective anti-autoritaire. Elle ne s'interdit  pas d'aborder des sujets comme le racisme, la discrimination ou l'exclusion.

## Œuvres de Christine Nöstlinger traduites
Note : la date est celle de la première édition française.
- Le Môme en conserve (Konrad oder Das Kind aus der Konservenbüchse), trad. Alain Royer, ill. Michel Guiré-Vaka, 1982, Hachette.
- Julie veut tout (Das will Jenny haben), 1789, Casterman.
- Petit Jean (Der kleine Jo), 1982, Casterman.
- Le Roi des concombres (Wir pfeifen auf den Gurkenkönig), 1982, Bordas.
- Jacob, Julia et Jéricho (Jokel, Jula und Jericho), 1987, L'École des loisirs.
- Lollipop (Lollipop), 1987, L'École des loisirs.
- On m'appelle tamanoir (Man nennt mich Ameisenbär), 1987, L'École des loisirs.
- François le débrouillard (Geschichten vom Franz), 1987, L'École des loisirs.
- Rebonjour François (Neues vom Franz), 1987, L'École des loisirs.
- Hanneton vole ! (Maikäfer flieg! Mein Vater, das Kriegsende, Cohn und ich.), Hachette Jeunesse, 1988.
- Mamie prend un coup de jeune (Mr. Bats Meisterstück oder Die total verjüngte Oma), 1988, Hachette Jeunesse, coll. Bibliothèque rose.
- Rosalinde a des idées plein la tête (Rosalinde hat Gedanken im Kopf), 1988, Hachette Jeunesse.
- Le Penseur mène l'enquête (Der Denker greift ein), 1988, Flammarion, collection : Castor Poche Junior.
- François à l'école (Schulgeschichten vom Franz), 1988, L'École des loisirs, collection Mouche de poche.
- L'Un et l'autre (Der Spatz in der Hand und die Taube auf dem Dach), 1988, L'École des loisirs, Collection : Neuf.
- François est un héros (Neue Schulgeschichten vom Franz), 1989, L'École des loisirs.
- Le Nouveau Pinocchio : nouvelle version des aventures de Pinocchio (Der neue Pinocchio), d'après l'œuvre de Carlo Collodi,illustrations de Nikolaus Heidelbach, trad. de l'allemand par Ghislaine Lagarde-Sailer, Souffles, 1989
- Catastrophe ! (Oh, du Hölle!), 1989, L'École des loisirs.
- Le lundi tout est différent (Am Montag ist alles ganz anders), 1989, Flammarion, collection Castor Poche Junior.
- La Vie des Tomani (Das Leben der Tomanis), 1991, Messidor-La Farandole.
- Très chers enfants (Werter Nachwuchs. Die nie geschriebenen Briefe der Emma K., 75), 1991, Flammarion.
- Méfiance ! Vranek a l'air inoffensif (Achtung! Vranek sieht ganz harmlos aus), 1992, L'École des loisirs.
- Comme deux gouttes d'eau (Wie ein Ei dem anderen), 1992, L'École des loisirs.
- Le Nain dans la tête (Der Zwerg im Kopf), 1992, L'École des loisirs.
- De toute façon (Sowieso und überhaupt), 1992, Flammarion, coll. Castor Poche.
- Mini entre à la grande école (Mini muss in die Schule), 1996, Hachette Jeunesse, coll. Bibliothèque mini-rose.
- Mini se déguise (Mini wird zum Meier), 1996, Hachette Jeunesse, coll. Bibliothèque mini-rose.
- Zapping-surprise (Der TV-Karl), 1997, Édition Milan, collection Zanzibar/Fantastique No 179.
- Mini détective (Mini erlebt einen Krimi), 1997, Hachette Jeunesse, coll. Bibliothèque mini-rose.
- Mini rencontre le père Noël (Mini trifft den Weihnachtsmann), 1997, Hachette Jeunesse, coll. Bibliothèque mini-rose.
- Mini s'occupe de tout (Mini als Hausfrau), 1997, Hachette Jeunesse, coll. Bibliothèque mini-rose.
- J'ai aussi un père! (Einen Vater hab ich auch), 1997, L'École des loisirs.
- Mini aux sports d'hiver (Mini muss Ski fahren), 1997, Hachette Jeunesse, coll. Bibliothèque mini-rose.
- Mini et Max le chat (Mini und Mauz), 1997, Hachette Jeunesse, coll. Bibliothèque mini-rose.
- Mini a un nouveau grand-père (Mini bekommt einen Opa), 1997, Hachette Jeunesse, coll. Bibliothèque mini-rose.
- Mini n'est pas froussarde (Mini ist kein Angsthase), 1998, Hachette Jeunesse, coll. Bibliothèque mini-rose.
- Mini entre à la Grande École (Mini muss in die Schule), 1998, Hachette Jeunesse, coll. Bibliothèque mini-rose.
- Trois aventures de Mini, 1998, France Loisirs.
- Mini au bord de la mer (Mini fährt ans Meer), 1998, Hachette Jeunesse, coll. Bibliothèque mini-rose.
- Mini est la meilleure (Mini ist die Größte), 1998, Hachette Jeunesse, coll. Bibliothèque mini-rose.
- Mini change d'école (Mini muss in die Schule), 2000, Hachette Jeunesse, coll. Bibliothèque rose.
- Mini est amoureuse (Mini ist verliebt), 2002, Hachette, coll. Bibliothèque rose.
- Mini fête son anniversaire (Mini feiert Geburtstag), 2003, Hachette Jeunesse, coll. Bibliothèque rose.
- Mini contre-attaque (Mini greift ein), 2005, Hachette Jeunesse, coll. Bibliothèque rose.
- Mini à l'hôpital (Mini muss ins Krankenhaus), 2006, Hachette Jeunesse, coll. Bibliothèque rose.
- Ilse est partie (Ilse Janda, 14 oder Die Ilse ist weg), 2010, Mijade, collection : Zone J.
- Quelqu'un (Einer), 2011, La Joie de lire

## Prix et distinctions notables
- Deutscher Jugendliteraturpreis en 1973 pour Le Roi des concombres (Wir pfeifen auf den Gurkenkönig).
- Prix Hans Christian Andersen (Écriture) en 1984.
- Prix commémoratif Astrid Lindgren en 2003, partagé avec Maurice Sendak[4]
- Prix de littérature Corine : prix d'honneur en 2011.